# 圣皮埃尔科拉米讷
圣皮埃尔科拉米讷（法語：Saint-Pierre-Colamine，法語發音：[sɛ̃ pjɛʁ kɔlamin]）是法国多姆山省的一个市镇，属于伊苏瓦尔区。

## 地理
圣皮埃尔科拉米讷（45°31'50"N, 2°58'28"E）面积17.2 平方千米，位于法国奥弗涅-罗讷-阿尔卑斯大区多姆山省，该省份为法国中南部省份，北起阿列省接壤，东临卢瓦尔省，南至上盧瓦爾省和康塔爾省，西接科雷兹省和克勒兹省。
与圣皮埃尔科拉米讷接壤的市镇（或旧市镇、城区）包括：贝斯和圣阿纳斯泰斯、圣迪耶里、瓦尔伯莱。

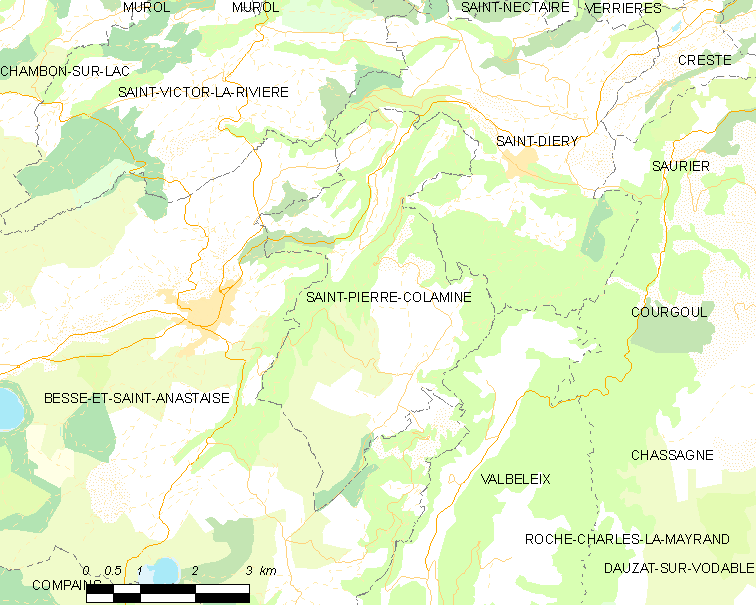
圣皮埃尔科拉米讷的OSM定位图

圣皮埃尔科拉米讷的时区为UTC+01:00、UTC+02:00（夏令时）。

## 行政
圣皮埃尔科拉米讷的邮政编码为63610，INSEE市镇编码为63383。

## 政治
圣皮埃尔科拉米讷所属的省级选区为勒桑西县。

## 人口

1962-2008年间圣皮埃尔科拉米讷人口变化图示

圣皮埃尔科拉米讷于2022年1月1日时的人口数量为248人。